# دور (فیلم)
دور (به فرانسوی: Loin) فیلمی درام فرانسه-اسپانیایی به کارگردانی آندره تشینه که در سال ۲۰۰۱ منتشر شد.با بازی استفان ریدو های لوبنا آزابال و محمد حمیدی.
این فیلم که در یک دوره سه روزه در طنجه قرار دارد، به داستان سه دوست جوان که تصمیمات مهم در مورد آینده نامشخص خود می دهند،روایت می کند.

## بازیگران
استفان ریدو سرگ
لوبنا آزابال سارا
محمد حمیدی سعید
گائل مورل فرانسیس
جک تیلور (هنرپیشه) جیمز
یاسمینا رضا امیلی
رشیده براکنی